# Quercus canbyi
Quercus canbyi Trel. – gatunek roślin z rodziny bukowatych (Fagaceae Dumort.). Występuje naturalnie w południowych Stanach Zjednoczonych – w Teksasie. 

## Morfologia
PokrójZrzucające liście drzewo dorastające do 8 m wysokości. Kora ma szarą barwę.
LiścieBlaszka liściowa ma kształt od eliptycznego do lancetowatego. Mierzy 4,5–9 cm długości oraz 1–2,5 cm szerokości, jest całobrzega lub ząbkowana przy wierzchołku, czasami z zaokrąglonymi klapami na brzegu, ma nasadę od zaokrąglonej do klinowej i ostry wierzchołek. Ogonek liściowy jest nagi i ma 10–20 mm długości.
OwoceOrzechy zwane żołędziami o kształcie od jajowatego do elipsoidalnego, dorastają do 9–18 mm długości i 7–10 mm średnicy. Osadzone są pojedynczo w miseczkach w kształcie kubka, które mierzą 9–18 mm długości i 7–10 mm średnicy. Orzechy otulone są w miseczkach do 25–35% ich długości.

## Biologia i ekologia
Rośnie w kanionach oraz na skalistych stokach. Występuje na wysokości do 1600 m n.p.m.